# Keenan Brock
Keenan Brock (né le 6 janvier 1992 à Birmingham) est un athlète américain, spécialiste du sprint. 

## Biographie

### Palmarès
| Date | Compétition                        | Lieu       | Résultat | Épreuve       | Performance   |
| ---- | ---------------------------------- | ---------- | -------- | ------------- | ------------- |
| 2009 | Championnats du monde jeunesse     | Bressanone | 3e       | 200 m         | 21 s 39       |
| 2009 | Championnats du monde jeunesse     | Bressanone | 1er      | Relais medley | 1 min 50 s 33 |
| 2011 | Championnats panaméricains juniors | Miramar    | 2e       | 100 m         | 10 s 12       |
| 2011 | Championnats panaméricains juniors | Miramar    | 1er      | 4 × 100 m     | 39 s 43       |

### Records
| Épreuve    | Performance | Lieu   | Date          |
| ---------- | ----------- | ------ | ------------- |
| 100 mètres | 10 s 09     | Auburn | 21 avril 2012 |
| 200 mètres | 20 s 47     | Auburn | 21 avril 2012 |